# Keleti nyúlkenguru
A keleti nyúlkenguru (Lagrochestes leporides) egy kihalt emlősfaj.

## Elterjedése
Ausztrália területén élt.

## Története
John Gould szerint amikor ausztráliában járt, két kutyájával egyszer megzavart egy heverésző keleti nyulkengurut. Akkor az állat gyorsan menekülni kezdett. Gould nagyjából 200 méteren keresztül üldözte az állatot majd, a nyúlkenguru épp a fején akart átugrani de Gould lelőtte. Így jutott hozzá a példányhoz.

## Kihalása
Kihalását azok a betelepített tehenek és juhok okozták melyek miatt az emberek tönkretették élőhelyét.